# じれったい
「じれったい」は、日本のロックバンドである安全地帯の楽曲。
1987年4月21日にKitty Recordsから15枚目のシングルとしてリリースされた。前作「好きさ」（1986年）よりおよそ4か月ぶりにリリースされたシングルであり、作詞は松井五郎、作曲は玉置浩二、編曲は安全地帯および星勝が担当している。
ブラック・コンテンポラリーやデジタルファンクの要素を含む楽曲であり、玉置自身が出演した太陽誘電のカセットテープ「That's」のコマーシャルソングとして使用された。
6枚目のアルバム『安全地帯VI〜月に濡れたふたり』（1988年）からの先行シングルとなったが、同作にはリアレンジされたアルバム・バージョンが収録されている。シングル・バージョンはベスト・アルバム『安全地帯 アナザー・コレクション -アルバム未収録曲集-』（1994年）までアルバム未収録となった。

## 音楽性と歌詞
音楽情報サイト『CDジャーナル』では、玉置によるボーカルが吐息がこぼれるようなセクシーさを持ち、フェロモンが漂う楽曲であるとした上で「何やら危なげな予感を叙情的に感じさせる」と表記したほか、「ギリギリのラインで繰り広げられる、刺激的な営みの前に聴いておきたくなるナンバー」とも表記している。
ベスト・アルバム『ALL TIME BEST』（2017年）の楽曲解説では、日本の音楽シーンにおいて潮流ともなったブラック・コンテンポラリーの要素を含む楽曲であり、デジタルファンクの要素も含まれる「斬新なサウンド」であると表記されている。同解説ではホーンとコーラスによってセクシーさが演出されていると表記されているほか、玉置のボーカルがソウルフルで官能的であり「まるで黒人のソウルシンガーのような歌」と例えた上で、「松井が紡いだ官能的な言葉をより妖艶に、芳醇なものにし、抜群のタッチで聴き手に伝えてくれる」と表記されている。また、コーラスは玉置のソロ・シングル「キ・ツ・イ」（1989年）にも参加しているAMAZONSが担当している。

## リリース、メディアでの使用、チャート成績
本作は1987年4月21日にKitty Recordsより15枚目のシングルとして7インチレコードにてリリースされた。本作は太陽誘電のカセットテープ「That's」のコマーシャルソングとして使用された。本作のリリース当日から日本武道館の5日間連続公演を行い6万人を動員した。1988年12月10日には8センチCDとして再リリースされた。
オリコンシングルチャートにおいては最高位2位、登場週数は11回で売り上げ枚数は12.3万枚となった。本作の売り上げ枚数は安全地帯のシングル売上ランキングにおいて10位となった。TBS系音楽番組『ザ・ベストテン』（1978年 - 1989年）では1987年5月7日放送分において第6位で初登場し、約4か月ぶりにスタジオに登場した。5月28日放送分では最高位となる第3位を獲得、ベストテン入りは5週連続となった。5月21日には香港コロシアムでのライブがあり、同番組において会場前からの衛星中継も行われ、広東語に翻訳した歌詞が字幕として出された。また、5月末から玉置のソロ活動が開始され、他のメンバーもそれぞれの活動を開始することとなった。

## ライブ・パフォーマンス
本作に関するテレビ出演は、1987年5月8日放送のテレビ朝日系音楽番組『ミュージックステーション』（1986年 - ）に出演したほか、1994年11月21日放送のフジテレビ系音楽番組『HEY!HEY!HEY! MUSIC CHAMP』（1994年 - 2012年）に玉置が単独で出演した際は、安全地帯の楽曲である「ワインレッドの心」（1983年）、「恋の予感」（1984年）、「悲しみにさよなら」（1985年）がメドレー形式で演奏された後、ギター1本による弾き語りで本作が披露された。2017年5月25日放送のNHK総合音楽番組『SONGS』（2007年 - ）に出演した際はストリングスやDJプレイを追加したアレンジで演奏された。
玉置が安全地帯時代の楽曲の中で本作を大変気に入っており、玉置のソロ活動も含めてライブで演奏される機会が非常に多くなっている。また、ライブ演奏において他のミュージシャンとのコラボレーションが行われている（テレビ番組におけるものは下表参照）。
| 番組                   | 放送日        | コラボレーション相手         | 出典   |
| ---------------------- | ------------- | ---------------------------- | ------ |
| 2010 FNS歌謡祭         | 2010年12月4日 | AMAZONS、じょんて★もーにんぐ | [ 12 ] |
| 2012 FNSうたの夏まつり | 2012年8月8日  | 小室哲哉                     | [ 13 ] |
| 2012 FNS歌謡祭         | 2012年12月5日 | 德永英明                     | [ 14 ] |
| 2014 FNSうたの夏まつり | 2014年8月13日 | JUJU                         | [ 15 ] |
| 2020 FNS歌謡祭         | 2020年12月2日 | 京本大我、尾上松也           | [ 16 ] |

## カバー

### 日本語バージョン
- ISEKI - アルバム『AOR FLAVA -silky red-』（2017年）に収録。
- Ema - アルバム『Respirar』（2016年）に収録。
- 及川光博 - アルバム『ヒカリモノ』（2004年）に収録[17]。
- 岡村靖幸 - アルバム『操』（2020年）の完全受注生産デラックスエディションにのみ収録[18]。
- 島津亜矢 - カバー・アルバム『SINGER 4』（2017年）に収録[19]。
- 諏訪部順一 - コンピレーション・アルバム『Platinum Voice～届けたい歌がある～』（2012年）に収録[20]。
- 高橋英則&濱野大輝 - コンピレーション・アルバム『ラジ友presents DOUBLE DARE COVERS』（2017年）に収録[21]。
- 玉置浩二 - ライブでのセルフカバー、アルバム『T』（1995年）に収録。
- 森川美穂 - カバー・アルバム『another Face - tribute to Goro Matsui + Koji Tamaki -』（2019年）に収録。
- JUJU - カバーアルバム『スナックJUJU ～夜のRequest～『帰ってきたママ』』（2023年）に収録[22]。
- 市川愛 - シングル『じれったい』（2023年）に収録。

### 中国語バージョン
「拒絶再玩」のタイトルで以下の歌手がカバーしている。
- レスリー・チャン（張國榮） - 広東語バージョン、アルバム『Summer Romance'87』（1987年）に収録。
- シャーリー・クァン（關淑怡） - 広東語バージョン、アルバム『'EX' All Time Favourites』（1995年）に収録。
- 辛龍（中国語版） - 北京語バージョン、アルバム『才子佳人』（2011年）に収録。
- 露雲娜（中国語版） - 広東語バージョン、アルバム『酒紅色的心』（2017年）に収録。

## シングル収録曲
| #         | タイトル             | 作詞      | 作曲      | 編曲           | 時間 |
| --------- | -------------------- | --------- | --------- | -------------- | ---- |
| 1.        | 「じれったい」       | 松井五郎  | 玉置浩二  | 星勝、安全地帯 | 3:41 |
| 2.        | 「ひとりぼっちの虹」 | 松井五郎  | 玉置浩二  | 星勝、安全地帯 | 2:43 |
| 合計時間: | 合計時間:            | 合計時間: | 合計時間: | 合計時間:      | 6:24 |

## リリース日一覧
| No. | リリース日     | レーベル      | 規格      | カタログ番号 | 最高順位 | 備考 |
| --- | -------------- | ------------- | --------- | ------------ | -------- | ---- |
| 1   | 1987年4月21日  | Kitty Records | 7インチ   | 7DS 0160     | 2位      |      |
| 2   | 1988年12月10日 | Kitty Records | 8センチCD | H10K-30044   | -        |      |

## 収録アルバム
「じれったい」
- スタジオ音源
  - 『安全地帯VI〜月に濡れたふたり』（1988年） - アルバム・バージョンで収録。
  - 『I Love Youからはじめよう -安全地帯BEST-』（1988年） - アルバム・バージョンで収録。
  - 『安全地帯 アナザー・コレクション -アルバム未収録曲集-』（1994年） - シングル・バージョンで収録。
  - 『TREASURE COLLECTION』（1999年） - シングル・バージョンで収録。
  - 『THE VERY BEST of 安全地帯』（2001年） - シングル・バージョンで収録。
  - 『安全地帯 COMPLETE BEST』（2005年） - シングル・バージョンで収録。
  - 『安全地帯 Hits』（2010年） - リアレンジ及びリレコーディングにて収録。
  - 『ALL TIME BEST』（2017年） - シングル・バージョンで収録。
  - 『THE BEST ALBUM 40th ANNIVERSARY 〜あの頃へ〜』（2022年）
- ライブ音源
  - 『安全地帯LIVE』（1987年）
  - 『安全地帯VI LIVE 〜月に濡れたふたり〜』（2005年）
  - 『安全地帯 “完全復活” コンサートツアー2010 Special at 日本武道館 〜Start & Hits〜「またね…。」』（2010年）
  - 『安全地帯 IN 甲子園球場「さよならゲーム」』（2020年）
  - 『安全地帯 ALL TIME BEST「35」〜35th Anniversary Tour 2017〜LIVE IN 日本武道館』（2022年）

「ひとりぼっちの虹」
- 『安全地帯 アナザー・コレクション -アルバム未収録曲集-』（1994年）
- 『Goro Matsui & Koji Tamaki Ballad Collection -Only You-』（2002年）